# Scott (Ohio)
Scott is een plaats (village) in de Amerikaanse staat Ohio, en valt bestuurlijk gezien onder Paulding County en Van Wert County.

## Demografie
Bij de volkstelling in 2000 werd het aantal inwoners vastgesteld op 322.
In 2006 is het aantal inwoners door het United States Census Bureau geschat op 319, een daling van 3 (-0,9%).

## Geografie
Volgens het United States Census Bureau beslaat de plaats een oppervlakte van
2,1 km², geheel bestaande uit land. Scott ligt op ongeveer 224 m boven zeeniveau.

## Plaatsen in de nabije omgeving
De onderstaande figuur toont nabijgelegen plaatsen in een straal van 16 km rond Scott.